# Datemi un Martello
Datemi un Martello é uma canção da cantora italiana Rita Pavone, lançada em 1964, um dos maiores sucessos dos anos 60.